# Horácio Hora

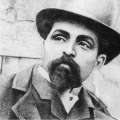
Porträt von Horácio Pinto da Hora

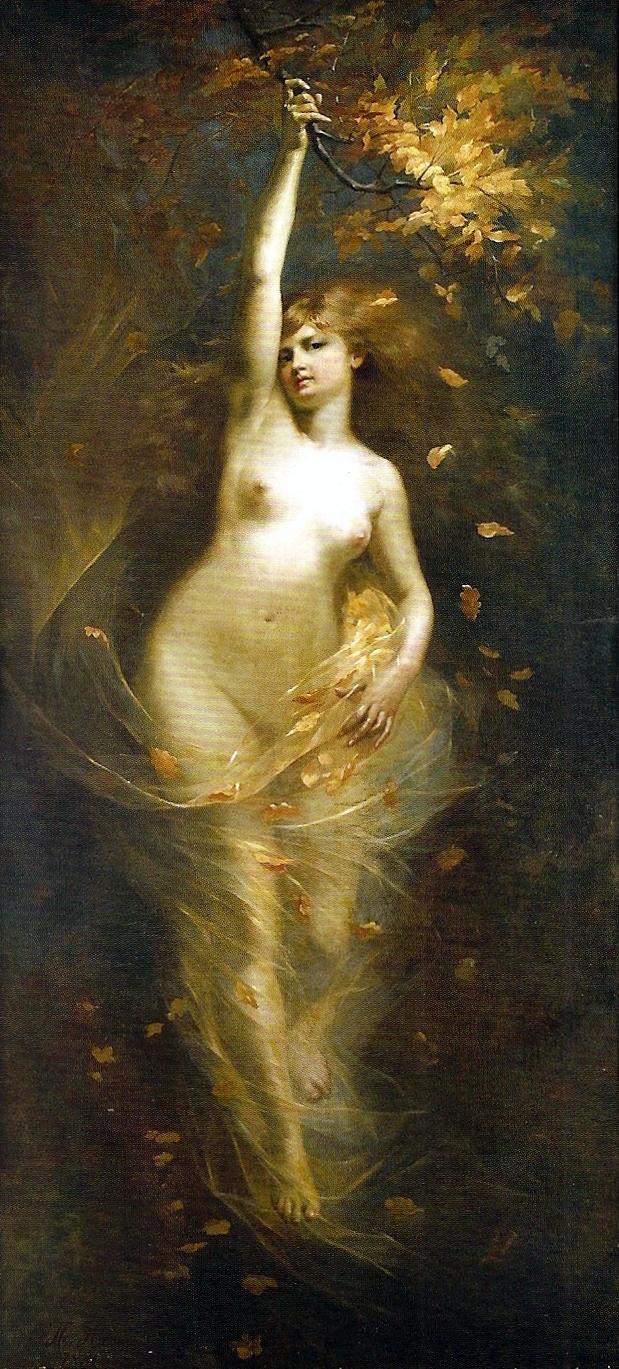
Folhas do Outono (Herbstblätter), Museu Mariano Procópio

Horácio Pinto da Hora, bekannt als Horácio Hora, (* 17. September 1853 in Laranjeiras, Sergipe, Brasilien; † 1. März 1890 in Paris) war einer der bedeutendsten brasilianischen  Maler der Romantik.

## Leben
Horácio Pinto da Hora wuchs in Laranjeiras auf und begann bereits als Kind, sich künstlerisch zu betätigen. Mit einem vom Parlament vergebenen Stipendium für Kunststudien im In- und Ausland kam er so 1875 nach Europa und schrieb sich an der École des Beaux-Arts sowie an der École Municipale de conception (Städtische Schule für Design) in Paris ein. Ein achtmonatiger Lehrgang bei Professor Justin Lequien Fils scheint sehr erfolgreich gewesen zu sein. Jedenfalls erhielt Horácio Pinto da Hora den Titel eines Musterstudenten sowie im offenen Wettbewerb für alle Schulen von Paris den 1. Preis.
1881, nach sechs Jahren, kehrte er nach Brasilien zurück und versuchte, in seiner Heimat im Bundesstaat Sergipe von seiner Kunst zu leben. 1884 ging er an die Akademie der Schönen Künste von Bahia. Hier erwarb er mehrere Diplome und bekam einen 1. Preis bei einem Malwettbewerb sowie mehrere Auszeichnungen.
Die ungünstigen Verhältnisse in der brasilianischen Provinz veranlassten ihn, endgültig nach Paris, der Stätte seiner ersten großen Erfolge, zurückzukehren. Dort starb er 1890 in ärmlichen Verhältnissen. Er war nur 37 Jahre alt geworden.
2003 wurde von der Landesregierung Sergipe das Horácio-Hora-Jahr anlässlich des 150. Geburtstags ausgerufen.

## Werke
Pinto da Hora hinterließ über 300 Werke; die bekanntesten davon sind: Peri e Ceci (Pery e Cecy), Miséria e Caridade, Quitanta em Paris, Auto-retrato, Marquesa de Catumbi, Interior de um quarto em Paris, Rua Lafayette und Capitão Hora.
Ein Teil seiner Sammlung ist im Museu Histórico de Sergipe  in São Cristóvão untergebracht, wo ein Ausstellungssaal den Namen Horácio Pinto da Horas trägt.